# E-government
E-government (z ang. e-administracja) – stosowanie technik informatyczno-komputerowych w administracji publicznej. Wiąże się to ze zmianami organizacyjnymi i nowymi umiejętnościami służb publicznych, które mają poprawić jakość świadczonych przez administrację usług.
e-government to ciągły proces doskonalenia jakości rządzenia i świadczenia usług administracyjnych poprzez przekształcanie relacji wewnętrznych i zewnętrznych z wykorzystaniem Internetu i nowoczesnych środków komunikacji. Relacje zewnętrzne to relacje typu urząd-obywatel, urząd-podmiot gospodarczy oraz urząd-usługodawca, natomiast spośród relacji wewnętrznych wyróżniamy urząd-urząd oraz urząd-pracownicy.
Celem tworzenia e-administracji jest zwiększenie efektywności działania administracji publicznej w zakresie świadczenia usług. E-administracja ma uprościć załatwianie spraw urzędowych oraz umożliwić uzyskiwanie informacji na ich temat. Przyjęta forma pozwala na zebranie w jednym miejscu spraw należących do kompetencji różnych jednostek administracji publicznej i udostępnienia ich procedur w Internecie.

## Historia e-government
Pierwsze dyskusje w Polsce na temat e-government w Europie zaczęły się od raportu, opublikowanego w 1994 roku przez Komisję Europejską, zatytułowanego „Europa i społeczeństwo globalnej informacji. Zalecenia dla Rady Europy” (nazwany od jednego z autorów Raportem Bangemanna). Ukazywał on kierunki rozwoju społeczeństwa globalnej informacji w Europie. Od tamtej pory koncepcja e-government, jako część składowa eEurope, na stałe zagościła w problematyce podejmowanej w Unii.
W Polsce za początek e-government należy uznać rok 2000. Wówczas to Komitet Badań Naukowych na podstawie siedmiu ekspertyz opracował dokument, który ukazał się pod zbiorczym tytułem „Społeczeństwo Globalnej Informacji w warunkach przystąpienia Polski do Unii Europejskiej”. Dziś materiał znamy jako oficjalny dokument Komitetu Badań Naukowych i Ministerstwa Łączności pt. „Cele i kierunki rozwoju społeczeństwa informacyjnego w Polsce”.
W 2000 roku Sejm podjął także uchwałę o budowie społeczeństwa informacyjnego, a następnie w 2001 roku uchwalił istotne dla rozwoju e-government ustawy: wprowadzającą Biuletyn Informacji Publicznej (BIP), ustawę o dostępie do informacji publicznej oraz regulującą kwestię e-podpisu ustawę o podpisie elektronicznym. Kolejnym krokiem w rozwoju e-governmentu było opracowanie dokumentu ePolska, zawierającego plan działań na rzecz rozwoju społeczeństwa informacyjnego w Polsce, który wzorowany był na europejskim planie rozwoju eEurope. Dokument ten zaktualizowano w 2002 roku. Kolejna wersja tej strategii otrzymała nazwę ePolska-2006. Przyjęcie tego dokumentu zaowocowało przygotowaniem przez Komitet Badań Naukowych wstępnej koncepcji projektu Wrota Polski (centralnego systemu informatycznego, którego zadaniem miała być realizacja usług administracyjnych dla obywateli oraz podmiotów gospodarczych drogą elektroniczną) oraz dokument Strategia Informatyzacji Rzeczypospolitej Polskiej – ePolska.
Podstawowym zadaniem budowanego centralnego systemu Wrota Polski ma być umieszczenie w sieci i dostęp online do wszystkich dysponujących zapleczem informatycznym serwisów administracji państwowej. Wśród najważniejszych funkcji, które ma realizować ten system są:
- usprawnienie przepływu informacji do obywatela,
- zapewnienie możliwości załatwiania spraw pomiędzy obywatelem czy podmiotem gospodarczym a rządem drogą elektroniczną,
- możliwość składania za pośrednictwem Internetu wniosków o wydanie dokumentów,
- ułatwienie dostępu do danych medycznych i ubezpieczeniowych
- wymiana informacji pomiędzy urzędami online.

Projekt Wrota Polski jest pierwszą próbą praktycznej realizacji zaleceń Unii Europejskiej ogłoszonych w programie eEurope 2005.

## Charakterystyka e-government
Usługi e-administracji powinny być dostosowane do potrzeb klienta. Orientacja na klienta możliwa jest dzięki współistnieniu kontaktów osobistych oraz dostępu do różnych urządzeń, takich jak np.: Internet, kiosk informacyjny, telewizor, telefon komórkowy z WAP itp.
Wykorzystanie technologii informatycznej w urzędzie powinno obejmować w konsekwencji doprowadzić do:
- oszczędności czasu (przedsiębiorcy, obywatela, urzędnika)
- oszczędności kapitału (przedsiębiorcy, obywatela, urzędnika)
- wzrostu funkcjonalności świadczonych usług
- zwiększenia zakresu informacji
- zwiększenia przejrzystości procedur administracyjnych
- eliminacji błędów (poprawnie zaprogramowany system działa według wprowadzonych algorytmów)
- poprawy dostępności (urząd czynny 24h/ dobę przez 7 dni w tygodniu)
- integracji zasobów internetowych (ONE STOP SHOP)
- podejścia przedmiotowego, a nie podmiotowego (ważne jaką sprawę załatwiamy, a nie u kogo to robimy) zorientowanego na obywatela i przedsiębiorcę.

W rozwijaniu elektronicznych platform kontaktu spośród wszystkich służb publicznych przoduje administracja samorządowa, na niej bowiem spoczywa obsługa najważniejszych usług publicznych.
W Unii Europejskiej wyspecyfikowano usługi administracji, z których obywatele mogą skorzystać on-line. Dla osób fizycznych są to:
- podatek dochodowy
- pośrednictwo w poszukiwaniu pracy
- ubezpieczenia społeczne
- wydawanie dokumentów tożsamości
- rejestracja pojazdów
- wydawanie pozwoleń na budowę
- przyjmowanie zgłoszeń na policji
- dostęp do zasobów bibliotek publicznych
- wydawanie aktów urodzeń i małżeństwa
- zgłaszanie kandydatów na uczelnie
- zmiana miejsca zamieszkania
- służba zdrowia.

Jeżeli chodzi o podmioty gospodarcze, usługi dotyczą następujących obszarów:
- Zakład Ubezpieczeń Społecznych
- podatek dochodowy
- podatek VAT
- rejestracja działalności gospodarczej
- zasoby danych statystycznych
- deklaracje celne, zezwolenia i certyfikaty
- zamówienia publiczne.

Wymienione usługi realizowane drogą elektroniczną stanowią pewnego rodzaju wytyczne. W Polsce lista usług, które docelowo mają być dostępne on-line została nieco zmodyfikowana i zgodnie ze wstępną wersją projektu Wrota Polski wygląda następująco:
- rozliczenie podatku dochodowego
- przeszukiwanie ofert pracy i pomoc w znalezieniu pracy
- uzyskanie prawa do zasiłku dla bezrobotnych
- uzyskanie prawa do renty
- uzyskanie prawa do emerytury
- uzyskanie prawa do innych wypłat z ZUS (zasiłków)
- uzyskanie prawa do stypendium studenckiego
- uzyskanie dowodu osobistego
- uzyskanie prawa jazdy
- uzyskanie paszportu
- rejestracja pojazdu
- uzyskanie pozwolenia na budowę
- zgłoszenie na policję, np. kradzieży
- dostęp do katalogów bibliotek publicznych i ich przeszukiwanie
- zgłoszenie do USC faktów podlegających rejestracji i uzyskanie odpisów aktów
- złożenie dokumentów o przyjęcie na studia
- zmiana miejsca zameldowania
- zapisanie się na wizytę u lekarza.

Dzięki sprawnemu systemowi identyfikacji obywateli i podmiotów gospodarczych, wejściu w życie podpisu elektronicznego i integracji aplikacji wizyta w urzędzie osoby, chcącej załatwić którąś z wyżej wymienionych, nie musi być konieczna.
W zależności od stopnia komunikacji urzędu z mieszkańcami oraz od rodzaju i złożoności prowadzonych usług przez urzędy drogą elektroniczną można wyróżnić cztery poziomy dojrzałości usług e-administracji:
- Informacyjny – urzędy publikują informacje na stronach WWW, a mieszkańcy, przeglądając witryny urzędów na komputerach lub w specjalnych kioskach informacyjnych, uzyskują potrzebne informacje
- Interakcyjny – użytkownik może komunikować się drogą elektroniczną z pojedynczymi urzędami, ale urzędy nie zawsze komunikują się drogą internetową z użytkownikiem
- Transakcyjny – użytkownik może komunikować się drogą elektroniczną z pojedynczymi urzędami, a aplikacje urzędów elektronicznie mu odpowiadają
- Integracyjny – portale o określonym przeznaczeniu udostępniają informacje pochodzące z różnych urzędów i umożliwiają realizację transakcji. Systemy wewnętrzne zostały zintegrowane na bazie zalgorytmizowanych procesów administracyjnych. Poziom integracji stwarza możliwość dokonania wszystkich czynności niezbędnych do załatwienia danej sprawy urzędowej drogą elektroniczną- od uzyskania informacji, poprzez pobranie odpowiednich formularzy i po ich wypełnieniu odesłanie ich droga internetową (czasami wypełnienie formularzy on-line na stronie internetowej), aż po uiszczenie wymaganych opłat i otrzymanie oficjalnego zezwolenia, zaświadczenia, decyzji lub innego dokumentu, o który stara się dana osoba.

## Wrota Małopolski – przykład realizacji e-administracji
W celu zapewnienia obywatelom i podmiotom gospodarczym Małopolski dostępu do regionalnych zasobów informacyjnych oraz umożliwienia świadczenia usług przez urzędy administracji publicznej w 2002 roku stworzono platformę informacyjną Województwa. 30 listopada 2002 roku odbyła się jej premiera.
W obecnej wersji Wrota Małopolski składają się z następujących części:
- Portal informacyjny – obejmujący moduły tematyczne (Wizytówka Małopolski, Edukacja, Kultura, Mapy GIS-GPS, Niepełnosprawni, Przedsiębiorczość, Praca, Środowisko i obszary wiejskie, Turystyka i sport, Zdrowie) i aktualności z regionu
- Portal obywatelski – w którego skład wchodzi Cyfrowy Urząd i Małopolski Biuletyn Informacji Publicznej.

Na stronach Wrót Małopolski dostępne są obecnie Biuletyny Informacji Publicznej organów administracji publicznej Województwa Małopolskiego:
gmin, powiatów, Województwa Małopolskiego, Wojewody Małopolskiego, Samorządowych Kolegiów Odwoławczych w Krakowie, Tarnowie i Nowym Sączu, Izby Skarbowej w Krakowie, Urzędów Skarbowych, Izby Celnej w Krakowie, Regionalnego Zarządu Gospodarki Wodnej w Krakowie, Jednostek organizacyjnych podporządkowanych Wojewodzie oraz administracji zespolonej.
Dostępne na stronie biuletyny tworzone są według jednolitych standardów dotyczących układu przedmiotowego i podmiotowego, adresów danych, stosowane są także jednolite rozwiązania jeżeli chodzi o menu przedmiotowe według karty zadań (zgodnie z ISO), listowanie i stronicowanie danych z baz oraz możliwość przesyłania danych z innymi aplikacjami.
W programie obecnie uczestniczą:
- Urzędy Gmin i gminne jednostki organizacyjne
- Starostwa Powiatowe i powiatowe jednostki organizacyjne
- Urząd Statystyczny w Krakowie
- Małopolski Urząd Wojewódzki i jednostki pomocnicze
- Urząd Marszałkowski Województwa Małopolskiego i wojewódzkie samorządowe jednostki organizacyjne
- Administracja zespolona
- Izba Celna w Krakowie.

Wymienione wyżej urzędy opracowały procedury wszczęcia drogą elektroniczną 52 spraw urzędowych. Nie ma jednak możliwości przeprowadzenia tych spraw od początku do końca za pomocą Internetu. Pobierany na stronie i przesyłany drogą elektroniczną formularz służy jedynie do rozpoczęcia procedury, co prowadzi do ograniczenia liczby wizyt w tradycyjnym urzędzie.